# بندلبن
بندلبن (به آلمانی: Bendeleben) یک منطقهٔ مسکونی در آلمان است که در Kyffhäuserland واقع شده‌است. بندلبن ۶۸۸ نفر جمعیت دارد.